# Nahum Parker
Nahum Parker, född 4 mars 1760 i Shrewsbury, Massachusetts, död 12 november 1839 i Fitzwilliam, New Hampshire, var en amerikansk domare och politiker (demokrat-republikan). Han representerade delstaten New Hampshire i USA:s senat 1807-1810.
Parker tjänstgjorde i kontinentala armén under amerikanska revolutionskriget. Han flyttade 1786 till Fitzwilliam.
Parker efterträdde 1807 William Plumer som senator för New Hampshire. Han avgick 1810 och efterträddes av Charles Cutts. Parker gjorde sedan en lång karriär som domare i olika domstolar i New Hampshire. Han tjänstgjorde 1828 som talman i delstatens senat.
Parker avled 1839 och han gravsattes på Town Cemetery i Fitzwilliam.